# Вдовин, Сергей Михайлович
Серге́й Миха́йлович Вдо́вин (род. 16 июля 1958) — российский экономист, заместитель Председателя Государственного Собрания Республики Мордовия с 29 сентября 2021 года.

## Биография
В 1980 году окончил факультет механизации сельского хозяйства Мордовского государственного университета им. Н. П. Огарева. Трудовую деятельность начал инженером кафедры сельскохозяйственных машин МГУ им. Н. П. Огарева. В 1981 г. был избран по конкурсу ассистентом кафедры начертательной геометрии и черчения МГУ им. Н. П. Огарева.
С 1982 г. на комсомольской работе: с 1982 — инструктор Мордовского обкома ВЛКСМ, с 1983 — первый секретарь Инсарского райкома ВЛКСМ, с 1985 — заведующий отделом, второй секретарь обкома ВЛКСМ, с 1986 г. — первый секретарь Мордовского обкома ВЛКСМ. С 1989 г. — инспектор Мордовского обкома КПСС.
C 1991 по 1993 г. — аспирант Российской академии управления. 22 июня 1993 года защитил кандидатскую диссератцию «Социально-экономические механизмы интеграции форм хозяйствования в аграрном секторе» (научный руководитель М. А. Коробйников; официальные оппоненты И. Д. Мацкуляк и В. И. Розумей).
С 1994 г. — помощник ректора Мордовского государственного университета им. Н. П. Огарева. В том же году переведен на работу специалиста эксперта в представительство Президента РФ в Республике Мордовия.
С 1995 г. — Министр труда и занятости населения Республики Мордовия. С 1997 г. — советник Главы Республики Мордовия.
С 1998 г. — Заместитель Председателя Правительства Республики Мордовия по науке и новым технологиям, с 2000 г. — Заместитель Председателя Правительства — Министр экономики Республики Мордовия.
Ректор Национального исследовательского Мордовского государственного университета им. Н. П. Огарёва (2010—2021).
С 2021 г. — Заместитель Председателя Государственного Собрания Республики Мордовия.

### Общественные должности
- Депутат Государственного Собрания Республики Мордовия (с 2011 г.), член Совета Государственного Собрания Республики Мордовия, председатель комитета по вопросам местного самоуправления Государственного Собрания Республики Мордовия.
- Член экспертного совета Комитета Государственной Думы Российской Федерации по безопасности и противодействию коррупции
- Председатель Совета ректоров вузов Республики Мордовия
- Заместитель Председателя Совета ректоров Приволжского федерального округа.
- Член Совета Евразийской ассоциации университетов.
- Член исполнительного комитета Российского студенческого спортивного союза
- Заместитель Председателя научно-технического совета АУ «Технопарк-Мордовия».
- Член Исполнительного комитета Межрегиональной общественной организации мордовского (мокшанского и эрзянского) народа
- Председатель общественного совета при УФНС России по Республике Мордовия.
- Член-корреспондент Российской инженерной академии
- Главный редактор журналов «Вестник Мордовского университета», « Интеграция образования», «Регионология».
- Член редакционных советов журналов «Интеллект и технологии», «Финно-угорский мир», «Экономическая история» и «Гуманитарий».

## Награды
- Награждён Почетной Грамотой Президиума Верховного Совета МАССР (1990), Почетной Грамотой Министерства экономического развития и торговли Российской Федерации (2007), Почетной Грамотой Государственного Собрания Республики Мордовия (2008), Почетной Грамотой Правительства Республики Мордовия (2018), Почетной грамотой Министерства спорта РФ (2014), Почетной грамотой Министерства образования и науки РФ (2016), Почетной грамотой Министерства внутренних дел РФ (2018), медалями «За заслуги в проведении Всероссийской переписи населения» (2002), «За заслуги. В ознаменование 1000-летия единения мордовского народа с народами Российского государства» (2012), «За вклад в проведение чемпионата мира по футболу» (2018), «За заслуги перед Республикой Мордовия» (2018).

- В 2008 г. присвоено звание «Заслуженный экономист Республики Мордовия».
- В 2016 г. указом Главы Республики Мордовия награждён Орденом Славы III степени.
- В 2018 г. указом Главы Республики Мордовия награждён Орденом Славы II степени.